# Pompa św. Bernarda w Grodzisku Wielkopolskim
Pompa  Bernarda w Grodzisku Wielkopolskim – zabytkowe ujęcie wody na rynku w Grodzisku Wielkopolskim.

## Historia
Studnia miejska na rynku w Grodzisku Wielkopolskim powstała prawdopodobnie w średniowieczu. Zgodnie z lokalną tradycją była głównym ujęciem wody dla znajdujących się w jej okolicy browarów.
Według legendy nazwa ujęcia wodnego pochodzi od imienia benedyktyńskiego mnicha, Bernarda z Wąbrzeźna. Miał on swoim błogosławieństwem cudownie napełnić wyschniętą studnię miejską w Grodzisku.
Na bazie wody pochodzącej z pompy św. Bernarda wytwarzane było piwo grodziskie.

## Opis
Obecny budynek studni został wzniesiony pod koniec XIX wieku w stylu secesyjnym.